# 로스앤젤레스 소방 기념 박물관

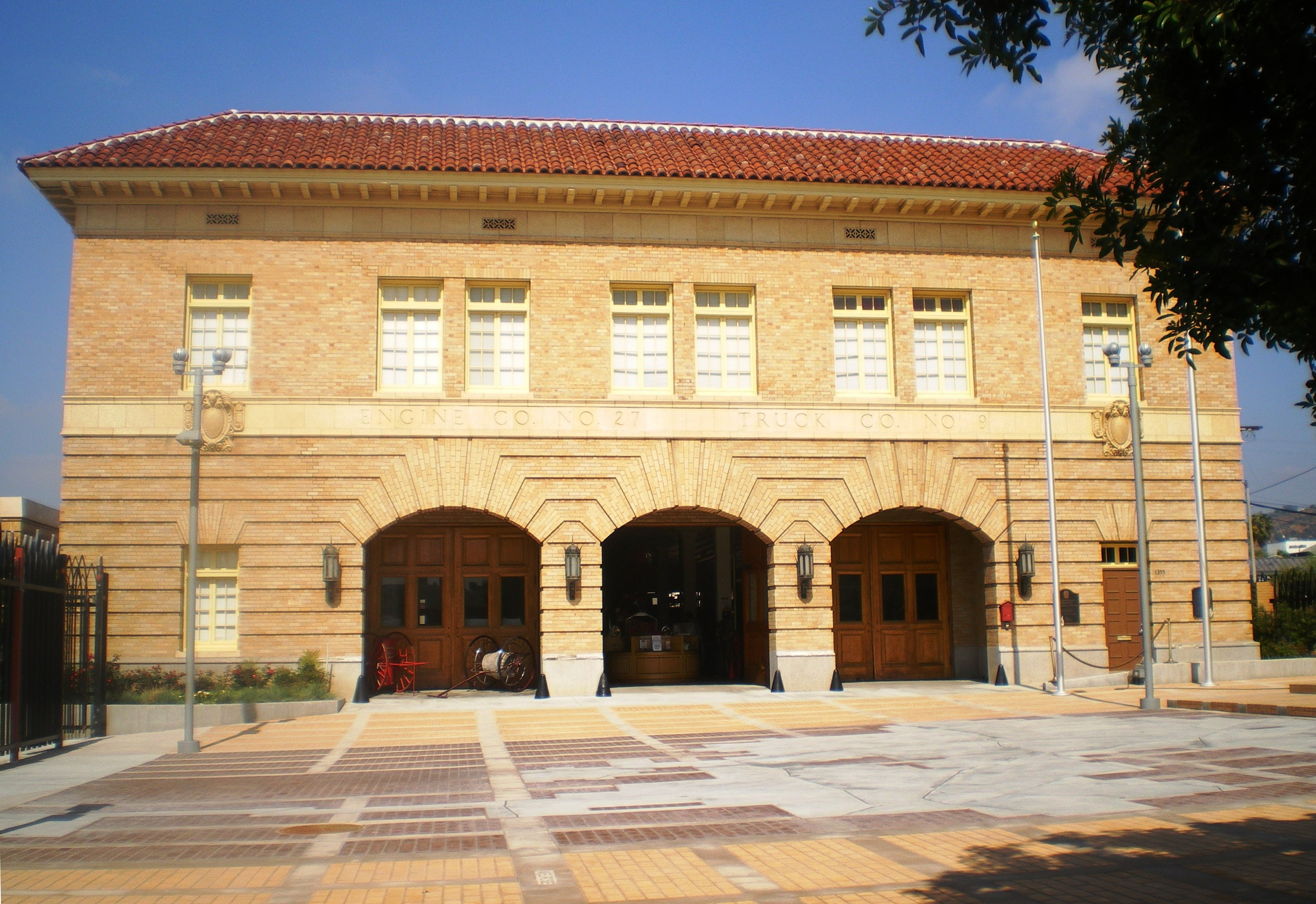
로스앤젤레스 소방 기념 박물관

로스앤젤레스 소방 기념 박물관(영어: Los Angeles Fire Department Museum and Memorial) 또는 27호 소방서(영어: Fire Station No. 27)는 미국 캘리포니아주 로스앤젤레스에 있는 소방 박물관으로, 할리우드에 위치하고 있다. 2001년 10월에 문을 열었다.

## 같이 보기
- 로스앤젤레스 소방국